# Ariantes
Ariantes o Ariantas (en grec antic: Αριαντάς, Ariantas) fou rei dels escites que per saber el nombre de súbdits que tenia va ordenar a cadascun d'ells de portar al rei una fletxa. Amb aquestes fletxes va fer un monument que fou instal·lat a Exampeu, entre els rius Borístenes i Hípanis.